# Sydkorea ved sommer-OL 2024
Sydkorea deltog i sommer-OL 2024 i Paris, Frankrig i perioden 26. juli til 11. august 2024.

## Medaljer
| 2024 Paris | Guld | Sølv | Bronze | Total |
| Sydkorea   | 13   | 9    | 10     | 32    |

### Medaljevinderne
| Sydkorea sommer-OL 2024 i Paris | Sydkorea sommer-OL 2024 i Paris | Sydkorea sommer-OL 2024 i Paris | Sydkorea sommer-OL 2024 i Paris | Sydkorea sommer-OL 2024 i Paris |
| Medalje                         |                                 | Sport                           | Event                           | Dato                            |
| ------------------------------- | ------------------------------- | ------------------------------- | ------------------------------- | ------------------------------- |
| Guld                            | -                               | Kvinde hold                     | Bueskydning                     | 28/7/24                         |
| Guld                            | -                               | Mænd hold                       | Bueskydning                     | 29/7/24                         |
| Guld                            | -                               | Mixed hold                      | Bueskydning                     | 02/8/24                         |
| Guld                            | Lim sihyeon                     | Kvinde individuelle             | Bueskydning                     | 03/8/24                         |
| Guld                            | Kim Woojin                      | Mænd individuelle               | Bueskydning                     | 04/8/24                         |
| Guld                            | Ye Jin Oh                       | Kvinde 10 m luftpistol          | Skydning                        | 28/7/24                         |
| Guld                            | Hyojin Ban                      | Kvinde 10 m luftriffel          | Skydning                        | 29/7/24                         |
| Guld                            | Jiin Yang                       | Kvinde 25 m pistol              | Skydning                        | 03/8/24                         |
| Guld                            | Sanguk Oh                       | Mænd sabel                      | Fægtning                        | 27/8/24                         |
| Guld                            | -                               | Mænd sabel hold                 | Fægtning                        | 31/7/24                         |
| Guld                            | Taejoon Park                    | Mænd -58 kg                     | Taekwondo                       | 07/8/24                         |
| Guld                            | Yujin Kim                       | Kvinde -57 kg                   | Taekwondo                       | 08/8/24                         |
| Guld                            | Young Se An                     | Kvinde single                   | Badminton                       | 05/8/24                         |
| Sølv                            | Suhyeon Nam                     | Kvinde individuelle             | Bueskydning                     | 03/8/24                         |
| Sølv                            | -                               | Mixed hold 10 m luftriffel      | Skydning                        | 27/7/24                         |
| Sølv                            | Yeji Kim                        | Kvinde 10 m luftpistol          | Skydning                        | 28/7/24                         |
| Sølv                            | Yeongjae Cho                    | Mænd 25 m pistol                | Skydning                        | 05/8/24                         |
| Sølv                            | -                               | Kvinde sabel hold               | Fægtning                        | 03/8/24                         |
| Sølv                            | Na Eun Jeong Won Ho Kim         | Mixed double                    | Badminton                       | 02/8/24                         |
| Sølv                            | Mimi Huh                        | Kvinde -57 kg                   | Judo                            | 29/7/24                         |
| Sølv                            | Minjong Kim                     | Mænd +100 kg                    | Judo                            | 02/8/24                         |
| Sølv                            | Hyejeong Park                   | Kvinde +81 kg                   | Vægtløftning                    | 11/8/24                         |
| Bronze                          | Wooseok Lee                     | Mænd individuelle               | Bueskydning                     | 04/8/24                         |
| Bronze                          | Dabin Lee                       | Kvinde +67 kg                   | Taekwondo                       | 10/8/24                         |
| Bronze                          | Joonhwan Lee                    | Mænd -81 kg                     | Judo                            | 30/7/24                         |
| Bronze                          | Hayun Kim                       | Kvinde +78 kg                   | Judo                            | 02/8/24                         |
| Bronze                          | -                               | Mixed hold                      | Judo                            | 03/8/24                         |
| Bronze                          | Jonghoon Lim Yubin Shin         | Mixed double                    | Bordtennis                      | 30/7/24                         |
| Bronze                          | -                               | Kvinde hold                     | Bordtennis                      | 10/8/24                         |
| Bronze                          | Aeji Im                         | Kvinde 57 kg                    | Boksning                        | 04/8/24                         |
| Bronze                          | Seungmin Seong                  | Kvinde individuelle             | Moderne femkamp                 | 11/8/24                         |
| Bronze                          | Woomin Kim                      | Mænd 400 m fri stil             | Svømning                        | 27/7/24                         |